# گروه راک اند رول
«گروه راک اند رول» (انگلیسی: Rock'n Roll Band) ترانه‌ای از ابرگروه موسیقی پاپ آبا است که در سال ۱۹۷۲ منتشر شد. در رودزیا و آفریقای جنوبی، این ترانه به‌عنوان روی دوم تک‌آهنگ «شهری دیگر، قطاری دیگر» در فوریهٔ ۱۹۷۴ منتشر شد.

## فهرست ترانه‌ها
نسخهٔ اصلی
1. A. «گروه راک اند رول»
2. B. «شهری دیگر، قطاری دیگر»

نسخهٔ تبلیغاتی
1. A. «گروه راک اند رول» [مونو]
2. B. «گروه راک اند رول» [استریو]